# Probolomyrmex petiolatus
Probolomyrmex petiolatus es una especie de hormiga del género Probolomyrmex, tribu Probolomyrmecini, familia Formicidae. Fue descrita científicamente por Weber en 1940.
Se distribuye por Brasil, Colombia, Ecuador, Guatemala, México, Nicaragua, Panamá y Venezuela. Se ha encontrado a elevaciones de hasta 1800 metros. Habita en bosques húmedos tropicales.